# Physiphora smaragdina
Physiphora smaragdina är en tvåvingeart som först beskrevs av Friedrich Hermann Loew 1852.  Physiphora smaragdina ingår i släktet Physiphora och familjen fläckflugor. Inga underarter finns listade i Catalogue of Life.